# Allobates masniger
Allobates masniger (synoniem: Colostethus masniger) is een kikkersoort uit de familie van de Aromobatidae. De wetenschappelijke naam van de soort is voor het eerst geldig gepubliceerd in 2002 door Morales.
De soort komt alleen voor in het Nationaal park Amazônia bij de rivier Tapajós in het Amazonegebied in Brazilië, en leeft in het regenwoud. De vrouwtjes leggen waarschijnlijk hun eieren in de grond, en mannetjes vervoeren vervolgens die eieren naar water, waar de dieren verder ontwikkelen.